# Jacques Rouffio
Jacques Rouffio (Marsella, 14 d’agost de 1928 – Sèvres, 8 de juliol de 2016) és un director de cinema francès.

## Biografia
La filmografia de Jacques Rouffio és curta. Les seves pel·lícules sovint s'inspiren en fets reals. Va treballar sovint amb els actors Gérard Depardieu, Jean Carmet i sobretot Michel Piccoli.
Després d'haver començat com a ajudant de Jean Delannoy el 1953, de Henri Verneuil o de Georges Franju, Jacques Rouffio va fer la seva primera pel·lícula el 1967, L'Horizon, basat en la novel·la de Georges Conchon, que serà el seu guionista més fidel. La pel·lícula, que aborda el tema de la revolta dels soldats el 1917, aleshores encara un tema tabú, és un semifracàs i val per al seu autor gairebé deu anys de silenci.
El tabú, tanmateix, continua sent al centre de la seva obra, ja que dues de les seves tres pel·lícules següents tracten, amb cert sentiment de crueltat i burla diuen els seus fills, sobre els excessos del món mèdic, (Sept morts sur ordonnance, 1976) i de l'especulació financera (Le Sucre, 1978). Mentrestant, va dirigir Jacques Dutronc, Isabelle Adjani i Serge Reggiani a Violette et François (1977), un estudi sobre la bohèmia. El 1982 va dirigir La Passante du Sans-Souci, darrera pel·lícula de Romy Schneider. Va concloure la seva carrera cinematogràfica el 1989, amb L'Orchestre rouge. Després es va dedicar a la televisió, signant diversos telefilms fins al 2007 amb l'adaptació del conte Miss Harriet de Guy de Maupassant. També li devem una telefilm basada en la novel·la L'Argent de Émile Zola, l'any 1988.
El desembre de 2012 el festival « Feux croisés » de Penmarc'h li va retre homenatge en la seva presència.
Jacques Rouffiova morir el 8 de juliol de 2016 a Sèvres als 87 anys. Fou sebollit al cementiri dels Longs Réages a Meudon (Hauts-de-Seine).

## Filmografia

### Director

#### Cinema
- 1967 : L'Horizon
- 1976 : Sept morts sur ordonnance
- 1977 : Violette et François
- 1978 : Le Sucre
- 1982 : La Passante du Sans-Souci
- 1986 : Mon beau-frère a tué ma sœur, va participar al 36è Festival Internacional de Cinema de Berlín.[5][6]
- 1986 : L'État de grâce
- 1989 : L'Orchestre rouge

#### Televisió
- 1984 : Série noire - episodi : J'ai bien l'honneur (sèrie de televisió)
- 1988 : L'Argent (del conte d'Émile Zola), telefilm en tres parts
- 1993 : Jules Ferry (telefilm)
- 1994 : V'la l'cinéma ou le roman de Charles Pathé (telefilm)
- 2007 : Miss Harriet (telefilm de la sèrie Chez Maupassant)

### Ajudant de direcció
- 1953 : La Route Napoléon de Jean Delannoy
- 1954 : Secrets d'alcôve, sketch Le Lit de la Pompadour de Jean Delannoy
- 1954 : Obsession de Jean Delannoy
- 1955 : Des gens sans importance d'Henri Verneuil
- 1957 : Ces dames préfèrent le mambo de Bernard Borderie
- 1957 : Le Gorille vous salue bien de Bernard Borderie
- 1957 : Le rouge est mis, de Gilles Grangier
- 1959 : Délit de fuite de Bernard Borderie
- 1959 : La Tête contre les murs de Georges Franju
- 1959 : Les Dragueurs de Jean-Pierre Mocky
- 1959 : La Valse du Gorille de Bernard Borderie
- 1960 : Meurtre en 45 tours d'Étienne Périer
- 1960 : Comment qu'elle est ? de Bernard Borderie
- 1961 : Bridge to the Sun d'Étienne Périer
- 1962 : Le Gentleman d'Epsom de Gilles Grangier
- 1963 : Les Vierges de Jean-Pierre Mocky
- 1964 : La Bonne Soupe de Robert Thomas

### Guionista
- 1974 : Le Trio infernal de Francis Girod
- 1976 : Sept morts sur ordonnance (amb Georges Conchon)
- 1976 : René la Canne de Francis Girod.

### Productor
- 1969 : Le Temps de vivre de Bernard Paul
- 1971 : Où est passé Tom ? de José Giovanni
- 1971 : Léa l'hiver de Marc Monnet

### Director de producció
- 1969 : Dernier Domicile connu de José Giovanni